# Deltarune
Deltarune este un joc video de rol care este în prezent dezvoltat de Toby Fox. Jucătorul controlează un om, Kris, într-un oraș locuit de monștri. Kris și o colegă de clasă pe nume Susie cad într-un loc necunoscut numit „Lumea Întunecată” (din engleză "The Dark World") unde îl întâlnesc pe Ralsei, un prinț al întunericului, care îi anunță că, conform unei legende, ei sunt eroii destinați să salveze lumea. Acest trio întâlnește diverse ființe, aduse la viata din obiecte neînsuflețite de catre fântâna Întunericului,  care se numesc „întunecători” (din engleză "Darkners")  în timpul unei căutări profetizate pentru a sigila o fântână întunecată. În principal prin intermediul sistemului de luptă, jucătorul navighează prin diferite tipuri de atacuri bullet-hell de către inamici, care pot fi rezolvate pașnic sau prin violență.
Dezvoltarea Deltarune a început în 2012. 
Sistemul de luptă a fost revizuit din jocul anterior Undertale de la Toby Fox, asemănător celui folosit în jocurile Final Fantasy. Primul capitol al jocului a fost lansat gratuit pe 31 octombrie 2018, ca un fals program de sondaj, pentru Microsoft Windows. Iar mai apoi și pe macOS; edițiile Nintendo Switch și PlayStation 4 au fost lansate pe 28 februarie 2019. Capitolul 2 a fost lansat gratuit, ca demo, pe platforma Steam pe 15 Septembrie 2021. Capitolele 3 si 4 au fost lansate pe 5 Iunie 2025 pe platforma Steam, impreuna cu editii pentru PlayStation 5 si Nintendo Switch 2. 
Coloana sonoră, personajele și simțul umorului au fost lăudate de critici cu reacții mixte față de asemănările sale cu Undertale.